# Diana J. Torres
Diana Junyent Torres (Madrid, 1981), més coneguda com a Diana J. Torres, és una artista, escriptora i activista multidisciplinària involucrada en el moviment feminista. Actualment resideix a Mèxic on fa nombrosos tallers i activitats.

## Biografia
És una autora reconeguda per ser referent en el moviment artístic feminista del postporno, un concepte que vol revolucionar la mirada masculina, heteropatriarcal de la pornografia a través d'una mirada feminista i postestructuralista que aposta per la crítica a la indústria dominant mitjançant la producció de representacions dissidents.
L'artista utilitza la poesia, el treball literari, el vídeo i l'acció directa per mitjà de la performance com a forma de producció artística. És autora de l'assaig autobiogràfic, Pornoterrorismo, concepte que va crear i desenvolupar des del 2006 per a definir la seva obra. És també creadora del manual d'ejaculació femenina, Cony Potens (2015).

Diana J. Torres es va graduar com a llicenciada de Filologia Hispànica per la Universitat de Barcelona. Va créixer dins d'una família antiautoritària amb forts interessos artístics, per la qual cosa afrontar-se a una realitat summament normada i regulada li va resultar decebedora. Després d'aquest descontentament es va embarcar a expressar, a través de les seves activitats artístiques i literàries, una crítica radical contra el control estatal, el consumisme capitalista, el patriarcat i la moral catòlica. El seu treball és una lluita per la descolonització dels cossos i de la sexualitat i el pensament. Un reclam per la recuperació del plaer i l'autonomia sobre els nostres cossos: 
Les eines que tinc no serveixen per matar, però són perfectament útils per a fer por i per aterroritzar a un sistema heteropatriarcal que s'ha quedat desfasat. El que faig ho faig també pels qui van perdre les seves vides perquè les seves sexualitats o els seus gèneres van traspassar la frontera de la norma(litat). Les meves armes són el meu cos, la meva paraula i la meva ràbia (Pornoterrorisme, p. 68).
Diana J. Torres ha estat membre activa del moviment posporno de Barcelona, col·laborat amb diversos artistes queer i postporno en diferents països com Espanya, Mèxic, França, Colòmbia, els Estats Units, Anglaterra i Itàlia entre altres. Com a part del seu activisme organitza esdeveniments i tallers on comparteix els seus coneixements sobre les seves recerques de sexualitat, un d'ells és el taller d'ejaculació femenina, on explica que les dones i persones amb vulva tenen prostata i per això poden ejacular amb normalitat. Aquests tallers donen llum a un tema mol esbiaixat com el cos femení i alhora serveixen com a via d'apoderament per a les dones i els cossos amb vulva. En 2001 encunya el terme polític-artístic, «pornoterrorisme», al costat de l'artista Pablo Raijenstein, el mateix que desenvolupa des del 2006 i que dóna nom al seu primer llibre, un assaig autobiogràfic publicat en el 2011. El pornoterrorisme és divergència, subversió i insurrecció sexual, el seu objectiu principal és l'apoderament de les persones a través del seu propi cos i sexualitat. Sota aquesta idea sorgeix el Manifest pornoterrorista, amb el qual Diana J. Torres i diversos artistes defineixen la seva expressió artística i les seves accions performatives. Sobre el terme, la filòsofa i teòrica feminista, Sayak Valencia, va escriure:
El pornoterrorisme no sols és una arma discursiva, sinó una pràctica de desobediència civil i sexual que ens mostra que mentre tinguem cossos, perseverar en la submissió social mai serà una sortida.
En el 2008, al costat de Lucia Egaña, artista xilena i escriptora transfeminista, organitza la primera edició de Mostra Marrana, un esdeveniment per a la projecció de produccions audiovisuals relacionades amb les sexualitats marginals i subversives. El projecte ha comptat amb col·laboracions d'artistes com Courtney Trouble, Annie Sprinkle, Richard Kern, María Llopis, Yes We Fuck, Tim Stüttgen i més. La mostra ofereix un espai per al diàleg i la conversa respecte al tema amb la progrmació de jornades de recerca. En els últims anys, s'ha convertit en un festival internacional amb edicions en països com Xile, Espanya, Mèxic i l'Equador, mostrant la multiplicitat de les sexualitats i pràctiques.

## Publicacions
- Pornoterrorismo (2011)
- Coño potens: Manual sobre su poder, su próstata y sus fluidos (2015)
- Vomitorium (2017)